# Ludwig Noiré

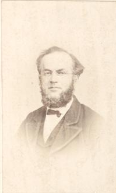
Ludwig Noiré

Ludwig Noiré (* 26. März 1829 in Alzey; † 27. März 1889 in Mainz) war ein deutscher Philosoph und Gymnasiallehrer in Mainz. Angeregt wurde er durch Schopenhauer, Spinoza und Lazarus Geiger.

## Leben
Während seines Studiums wurde er 1846 Mitglied der Burschenschaft Allemannia Gießen.

## Sprachphilosophie
Im Sprachvermögen erkannte Noiré eine genuin menschliche Fähigkeit und entwickelte die Theorie von der gemeinsamen Arbeit als Ursprung des Sprachvermögens. Noiré versuchte zu zeigen, dass erst die Sprache die Voraussetzungen für das Denken geschaffen habe. Den empirischen Beweis, auf den Noiré seine spekulative Theorie zu stützen suchte, kritisierte Ernst Cassirer als endgültig gescheitert. In ähnlicher Weise bezeichnete er den Werkzeuggebrauch als Alleinstellungsmerkmal des Menschen.

## Werke
- Pädagogisches Skizzenbuch, Veit & Comp., Leipzig 1874.
- Die Welt als Entwicklung des Geistes, 1874.
- Grundlagen einer zeitgemäßen Philosophie, 1875.
- Der monistische Gedanke. Eine Konkordanz der Philosophie Schopenhauers, Darwins, Robert Mayers und Lazarus Geigers, 1875.
- Die Doppelnatur der Kausalität, 1876.
- Einleitung und Begründung einer monistischen Erkenntnistheorie, 1877.
- Aphorismen zur monistischen Philosophie, 1877.
- Der Ursprung der Sprache, 1877.
- Das Werkzeug und seine Bedeutung für die Entwicklungsgeschichte der Menschheit, 1880. Volltext
- Die Lehre Kants und der Ursprung der Vernunft, 1882.
- Logos, Ursprung und Wesen der Begriffe, 1885.